# Pyramica hexamera
Pyramica hexamera är en myrart som först beskrevs av Brown 1958.  Pyramica hexamera ingår i släktet Pyramica och familjen myror. Inga underarter finns listade i Catalogue of Life.

## Bildgalleri